# Station Burgrabice
Station Burgrabice is een spoorwegstation in de Poolse plaats Burgrabice.